# 杏花河 (渔涝河)
杏花河，位于中国广东省肇庆市封开县境内，是渔涝河左岸支流，发源于封开县杏花镇的黄岐岭向北贯穿全镇，于渔涝镇汇入渔涝河。河长22千米，流域面积128平方千米。